# Third Army (Vereinigtes Königreich)
Die Third Army (deutsch 3. Armee) war ein Großverband der British Army im Ersten Weltkrieg.

## Geschichte

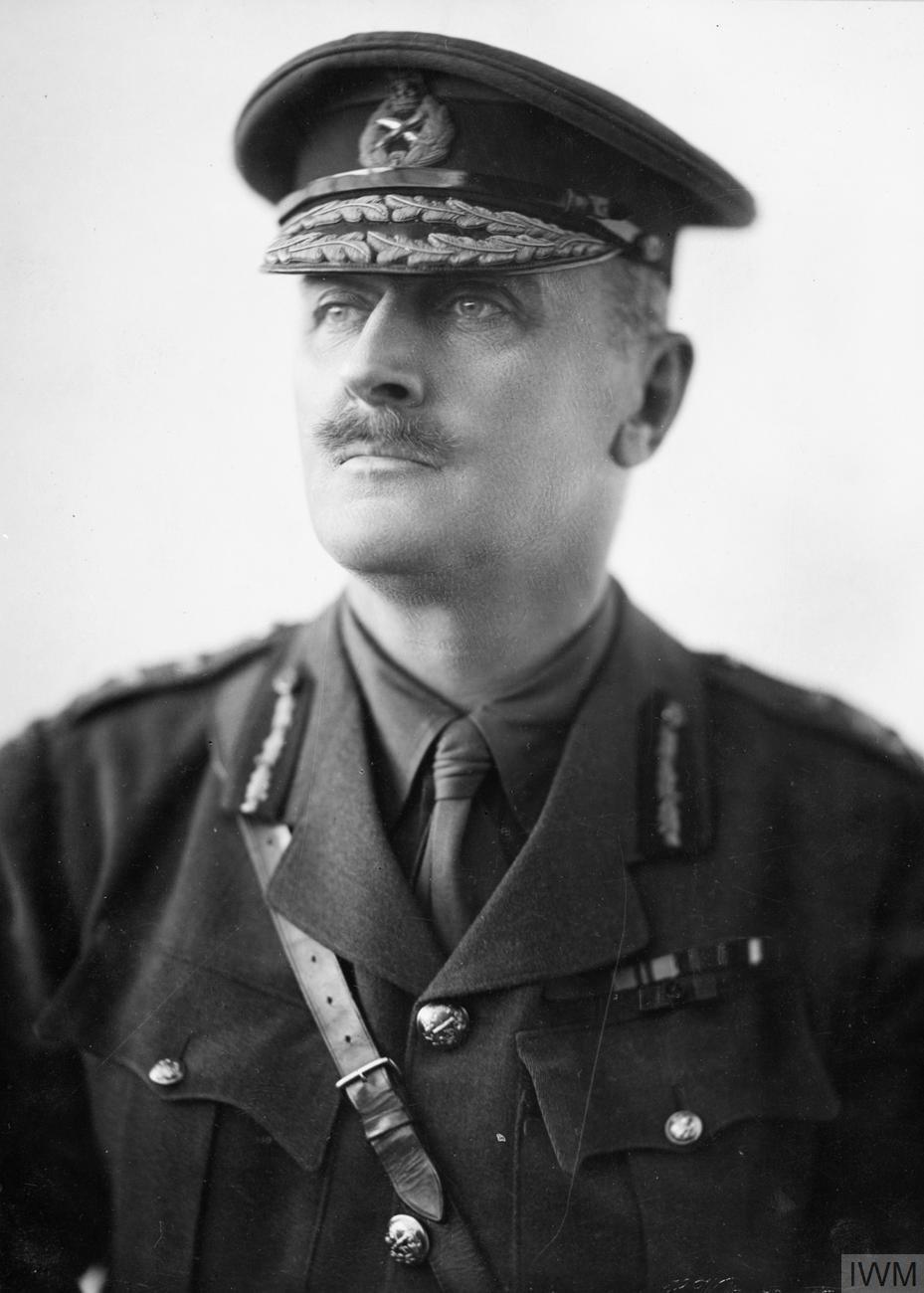
Edmund Allenby, 1. Viscount Allenby

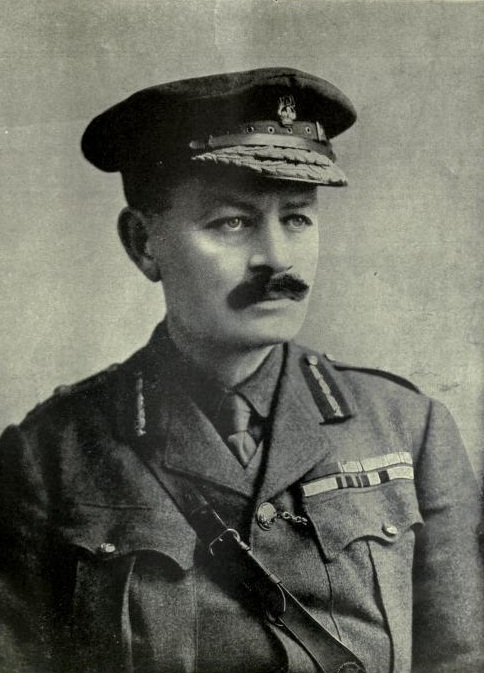
Julian Byng, 1. Viscount Byng of Vimy

### 1915
Die Britische 3. Armee wurde am 15. Juli 1915 unter Führung von General Charles Monro aufgestellt und ab 23. Oktober 1915 durch General Allenby kommandiert. Die 3. Armee übernahm im Anschluss an die nördlicher im Raum Arras beidseitig der Scarpe stehende französische 10. Armee den Abschnitt nördlich von Albert über Maricourt bis zur Somme, wo die französische 6. Armee anschloss.
Der 3. Armee waren im Herbst 1915 das VII., X. und XII. Corps zugewiesen, als Reserve wurde das indische Korps bereitgestellt, das Hauptquartier lag in Beauquesne.

### 1916
Nach der Aufstellung der 4. Armee übernahm die 3. Armee den Abschnitt der französischen 10. Armee im Raum Arras. Der bisherige Frontabschnitt im Raum Albert wurde der 4. Arme übertragen. Mit dem Abzug der Franzosen aus dem Artois, war die Front von der Yser bis zur Somme durchgehend unter britischer Kontrolle.
Während der ersten Angriffsphase der Schlacht an der Somme (Juli 1916) deckte der südliche Flügel der 3. Armee, das VII. Corps unter General Thomas O`Snow mit der 46. und 56. Division im Raum Hébuterne – Gommecourt den Hauptangriff der 4. Armee. Am 4. Juli änderte sich am rechten Flügel der 3. Armee die Befehlsstruktur, die bereitgestellte Reservearmee unter General Gough übernahm den Abschnitt zwischen Beaumont und Thiepval.

### 1917
Während der Schlacht von Arras (April 1917) griff die 3. Armee im östlichen Vorfeld von Arras an. Während nördlicher die 1. Armee den Hauptstoß gegen die Höhen von Vimy führte, operierte General Allenby mit dem XVII. Corps nördlich, und dem VI und VII Corps südlich der Scarpe. Von Nord nach Süd waren am ersten Angriffstag (9. April) mit der Reserve etwa fünfzehn Divisionen angesetzt:
XVII. Corps (Charles Fergusson)
- 51st (Highland) Division (George Montague Harper)
- 34th Division (Cecil Nicholson)
- 9th (Scottish) Division (Henry Lukin)
- 4th Division (William Lambton)

Cavalry Corps (Charles Kavanagh)
- 2nd Cavalry Division
- 1st Cavalry Division

VI. Corps (Aylmer Haldane)
- 15th (Scottish) Division (Frederick McCracken)
- 12th (Eastern) Division (Arthur Binny Scott)
- 3rd Division (Cyril Deverell)
- 37th Division (H. Bruce Williams)

VII. Corps (Thomas D’Oyly Snow)
- 14th (Light) Division (Victor A. Couper)
- 56th (1st London) Division (Amyatt Hull)
- 30th Division (John Stuart Mackenzie Shea)
- 21st Division (David Campbell)

Als Armeereserve der 2. Linie waren das XIII. Corps unter General Walter Congreve mit der 17. (Philip Robertson) und 63. Division (Charles E. Lawrie) nördlich der Scarpe, sowie das XVIII. Korps unter General Ivor Maxse mit der 29. (Beauvoir de Lisle), 50. (Percival Wilkinson) und 18. Division (Richard Phillips Lee) südlich des Flusses angesetzt.
In der Schlacht von Cambrai stellte die 3. Armee unter General Julian Byng am 20. November 1917 über die Hälfte ihrer 19 Divisionen zum Angriff bereit. Der angestrebte Durchbruch durch die Front der deutschen 2. Armee (Marwitz) sollte durch den erstmals geballten Einsatz von 378 Tanks erzwungen werden.
- Im Norden sollte am ersten Tag das IV. Corps (56., 36., 62. und 51. Division) unter General Charles Woollcombe zwischen Moeuvres und Havrincourt in Richtung auf Flesquières vorgehen.
- Das dahinter in zweiter Linie stehende V. Corps (vorerst nur 40., Ende November auch 2. und 47. Division) unter General Edward Fanshawe sollte erst später angreifen.
- Im Süden sollte das III. Corps (6., 20., und 12. Division) unter General William Pulteney den Hauptstoß in Richtung auf Marcoing, Crèvecoeur und Bonavis führen. Diesem Corps sollte das Royal Tank Corps vorangehen.
- Das nachstoßende Cavalry Corps (1.,2. und 5. Kavallerie-Division) sollte darauf versuchen, den bei Masnieres angestrebten Brückenkopf über den Schelde-Kanal schnell zu erweitern.

### 1918
Nach Beginn der deutschen Frühjahrsoffensive (März 1918) wurde die im Raum beiderseits St. Quentin stehende 5. Armee überrollt. Bis Ende März gelang es General Byng nach Heranziehung australischer Truppen den Gegner durch Gegenangriffe aus dem Raum Villers-Bretonneux zu stoppen und die Front im östlichen Vorfeld von Amiens zu stabilisieren.
Die 3. Armee führte ab August 1918 zusammen mit der 4. Armee (Raum Amiens) und der französischen 1. Armee die ersten erfolgreichen Operationen in der Hunderttageoffensive durch.

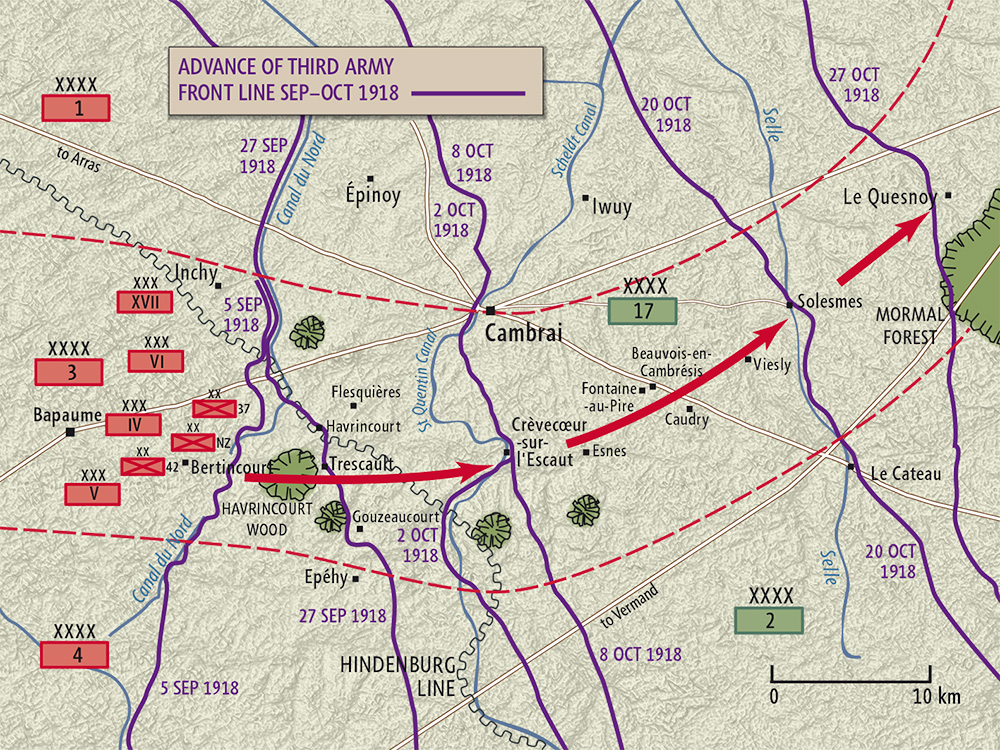
Angriff der britischen 3. Armee über den Canal du Nord auf Cambrai, September 1918

Am Tag des Waffenstillstandes (11. November 1918) erreichte die 3. Armee die Sambre und den Abschnitt zwischen Thuin und Maubeuge in folgender Gliederung:
XVII. Corps (Generalleutnant Charles Fergusson)
- 19th Western Division (Major General George Darrell Jeffreys)
- 24th Division (Major General Arthur Crawford Daly)
- 61st South Midland Division (Major General Francis John Duncan) in Reserve
- 63rd Royal Naval Division (Major General Cyril Aubrey Blacklock) in Reserve

VI. Corps (Generalleutnant Aylmer Haldane)
- Guards Division (Major General Torquhil Matheson)
- 62nd West Riding Division (Major General Brigham)
- 2nd Cavalry Division (Major General Thomas Tait Pitman)
- 2nd Division (Major General Cecil Edward Pereira) in Reserve
- 3rd Division (Major General Cyril Deverell) in Reserve
- 5th Division (Major General John Ponsonby) in Reserve

IV. Corps (Generalleutnant Montagu Harper)
- 37th Division (Major General Hugh Bruce Williams)
- 42nd East Lancashire Division (Major General Arthur Solly-Flood)
- New Zealand Division (Major General Andrew Hamilton Russell)

V. Corps (Generalleutnant Cameron Shute)
- 17th Northern Division (Major General Philip Rynd Robertson)
- 21st Division (Major General David Graham Muschet Campbell) in Reserve
- 33rd Division (Major General Reginald John Pinney) in Reserve
- 38th Walisischen Division (Major General Thomas Astley Cubitt)

## Befehlshaber
- General Charles Monro (15. Juli – 23. Oktober 1915)
- General Edmund Allenby (23. Oktober 1915 – 9. Juni 1917)
- General Julian Byng (9. Juni 1917 – 11. November 1918)